# آنوسون پراسیتارات
آنوسون پراسیتارات (انگلیسی: Anousone Prasitharath؛ زادهٔ ۵ فوریه ۱۹۸۴) بازیکن فوتبال اهل فرانسه است.
از باشگاه‌هایی که در آن بازی کرده‌است می‌توان به باشگاه فوتبال تولوز اشاره کرد.
وی همچنین در تیم ملی فوتبال France (futsal) بازی کرده‌است.